# Episodi di Red Widow
La prima stagione della serie televisiva Red Widow è stata trasmessa sul canale statunitense ABC dal 3 marzo al 5 maggio 2013.
In Italia la serie va in onda in prima visione dal 7 luglio 2013 su Sky Cinema Passion.
| nº | Titolo originale | Titolo italiano | Prima TV USA   | Prima TV Italia |
| -- | ---------------- | --------------- | -------------- | --------------- |
| 1  | Pilot            | L'inizio        | 3 marzo 2013   | 7 luglio 2013   |
| 2  | The Contact      | Il contatto     | 3 marzo 2013   | 7 luglio 2013   |
| 3  | The Consignment  | La consegna     | 10 marzo 2013  | 14 luglio 2013  |
| 4  | The Escape       | La fuga         | 17 marzo 2013  | 14 luglio 2013  |
| 5  | The Recorder     | Il registratore | 24 marzo 2013  | 21 luglio 2013  |
| 6  | The Captive      | La prigioniera  | 31 marzo 2013  | 21 luglio 2013  |
| 7  | The Coke         | La coca         | 28 aprile 2013 | 28 luglio 2013  |
| 8  | The Hit          | Il colpo        | 5 maggio 2013  | 28 luglio 2013  |